# Aedes pseudonummatus
Aedes pseudonummatus är en tvåvingeart som beskrevs av Bianca L. Reinert 1973. Aedes pseudonummatus ingår i släktet Aedes och familjen stickmyggor.
Artens utbredningsområde är Thailand. Inga underarter finns listade i Catalogue of Life.